# Lionel Belmore

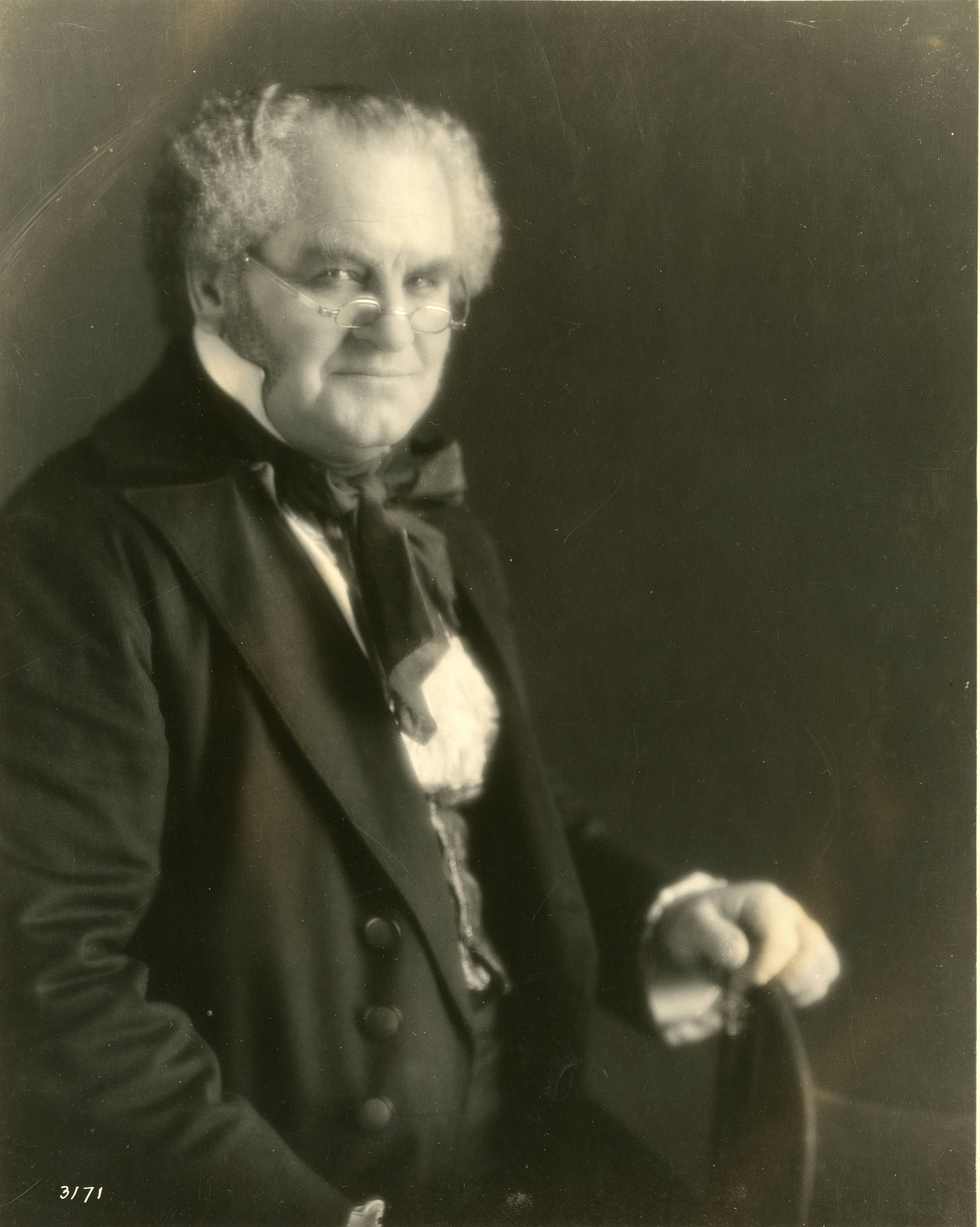
Retrat de 1923

Lionel Belmore (Wimbledon (Regne Unit), 12 de maig de 1867−Woodland Hills (Los Angeles), 30 de gener de 1953) va ser un actor de teatre i cinema anglès que realitzà la major part de la seva carrera als Estats Units. És conegut sobretot pel seu paper de burgmestre a la pel·lícula “Frankenstein” (1931).

## Biografia

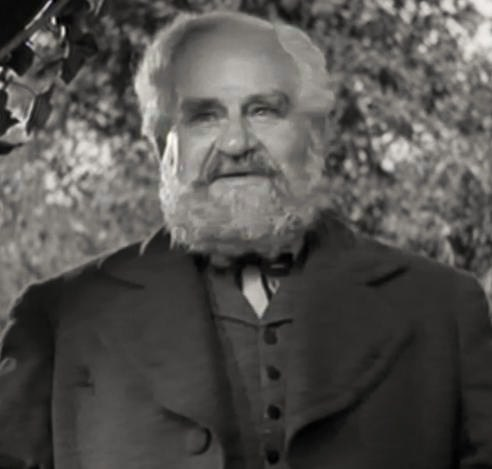
A la pel·lícula Little Lord Fauntleroy (1936)

Va néixer a Anglaterra el 1868 però algunes fonts assenyalen que fou el 1874. Va estudiar al Bedford College per després començar com actor teatral el 1899 treballant amb actors i actrius com Lillie Langtry, Olga Nethersole, Wilson Barrett, William Faversham, Sir Henry Irving, etc. A mitjans dels anys 10 es va traslladar als Estats Units on a part de continuar la seva carrera teatral a Broadway va entrar al món del cinema. A partir de 1914 va dirigir i interpretar algunes pel·lícules a la Vitagraph. Va ser ajundant de direcció de James Young en pel·lícules com “My Official Wife” (1914), “The Violin of Monsieur” (1914), i dirigí pel·lícules com “The Old Flute Player” (1914), “The Silent Plea” (1915), “In The Latin Quartier” (1915), “Out of the Past” (1915), “The Quality of Mercy” (1915) i “The Girl Who Might Have Been” (1915), o “Britton of the 7th” (1916). Com actor, la seva primera pel·lícula va ser “Lola” (1914). Va continuar actuant i dirigint fins que a partir de 1920, ja amb la Goldwyn Pictures, es va centrar en la seva carrera com actor. Entre les seves pel·lícules més destacades figuren "Oliver Twist” (1922) de Frank Lloyd, “Bardelys the Magnificent” (1926) de King Vidor i "Frankenstein" (1931). Va morir a Los Angeles el 30 de gener de 1953 als 84 anys.

## Filmografia com a actor
- Lola (1914)
- Taken by Storm (1914)
- West Wind (1915)
- The Greater Will (1915)
- Shame (1917)
- The Beautiful Mrs. Reynolds (1918)
- His Royal Highness (1918)
- The Wasp (1918)
- Wanted, A Mother (1918)
- Leap to Fame (1918)
- Maid Wanted (1918)
- Duds (1920)
- The Strange Boarder (1920)
- Jes' Call Me Jim (1920)
- Milestones (1920)
- Madame X (1920)
- The Man Who Had Everything (1920)
- The Great Lover (1920)
- Godless Men (1920)
- Guile of Women (1920)
- A Shocking Night (1921)
- Courage (1921)
- The Sting of the Lash (1921)
- Moonlight Follies (1921)
- Two Minutes to Go (1921)
- The Barnstormer (1922)
- The World's Champion (1922)
- Kindred of the Dust (1922)
- Iron to Gold (1922)
- Head over Heels (1922)
- The Galloping Kid (1922)
- The Kentucky Derby (1922)
- Oliver Twist (1922)
- Enter Madame (1922)
- Peg o' My Heart (1922)
- Jazzmania (1923)
- Quicksands (1923)
- Within the Law (1923)
- Railroaded (1923)
- Red Lights (1923)
- Forgive and Forget (1923)
- The Three Ages (1923)
- A Lady of Quality (1924)
- A Fool's Awakening (1924)
- Try and Get It (1924)
- A Boy of Flanders (1924)
- Racing Luck (1924)
- The Sea Hawk (1924)
- The Man Who Fights Alone (1924)
- The Silent Watcher (1924)
- Eve's Secret (1925)
- Never the Twain Shall Mee (1925)
- Without Mercy (1925)
- The Storm Breaker (1925)
- Madame Behave (1925)
- Stop, Look and Listen (1926)
- The Blackbird (1926)
- The Checkered Flag (1926)
- Shipwrecked (1926)
- The Dice Woman (1926)
- Speeding Through (1926)
- Bardelys the Magnificent (1926)
- The Return of Peter Grimm (1926)
- The Return of Grey Wolf (1926)
- Oh Billy, Behave (1926)
- Wide Open (1927)
- Winners of the Wilderness (1927)
- The Demi-Bride (1927)
- The King of Kings (1927)
- The Tender Hour (1927)
- The Missing Link (1927)
- The Sunset Derby (1927)
- Topsy and Eva (1927)
- Roaring Fires (1927)
- The Student Prince in Old Heidelberg (1927)
- Sorrell and Son (1927)
- The Wife's Relations (1928)
- Run, Girl, Run (1928)
- Rose-Marie (1928)
- The Matinee Idol (1928)
- The Play Girl (1928)
- The Good-Bye Kiss (1928)
- Heart Trouble (1928)
- The Circus Kid (1928)
- The Yellowback (1929)
- Stark Mad (1929)
- The Redeeming Sin (1929)
- From Headquarters (1929)
- The Unholy Night (1929)
- The Doll Shop (1929)
- Evidence (1929)
- Condemned (1929)
- The Love Parade (1929)
- Devil-May-Care (1929)
- Love Comes Along (1930)
- Playing Around (1930)
- Captain of the Guard (1930)
- Le spectre vert (1930)
- The Rogue Song (1930)
- Hell's Island (1930)
- Sweet Kitty Bellairs (1930)
- Monte Carlo (1930)
- River's End (1930)
- The Boudoir Diplomat (1930)
- One Heavenly Night (1930)
- Kiss Me Again (1931)
- Ten Nights in a Barroom (1931)
- Daybreak (1931)
- A Woman of Experience (1931)
- Alexander Hamilton (1931)
- Shanghaied Love (1931)
- The Great Junction Hotel (1931)
- Frankenstein (1931)
- Safe in Hell (1931)
- Ten Nights in a Bar-Room (1931)
- Hollywood Halfbacks (1931)
- Police Court (1932)
- Vanity Fair (1932)
- So Big! (1932)
- Rule 'Em and Weep (1932)
- The Engineer's Daughter; o, Iron Minnie's Revenge (1932)
- The Man Called Back (1932)
- Malay Nights (1932)
- The Sign of the Cross (1932)
- Cavalcade (1933)
- The Vampire Bat (1933)
- Oliver Twist (1933)
- The Constant Woman (1933)
- The Warrior's Husband (1933)
- Berkeley Square (1933)
- Meet the Baron (1933)
- I Am Suzanne! (1933)
- Design for Living (1933)
- The Constant Wife (1933)
- Stingaree (1934)
- Range Riders (1934)
- The Count of Monte Cristo (1934)
- Jane Eyre (1934)
- The Affairs of Cellini (1934)
- Caravan (1934)
- Cleopatra (1934)
- Red Morning (1934)
- Clive of India, (1935)
- Vanessa: Her Love Story (1935)
- Cardinal Richelieu (1935)
- Bonnie Scotland (1935)
- Els tres mosqueters (The Three Musketeers) (1935)
- Dressed to Thrill (1935)
- Rebel·lió a bord (Mutiny on the Bounty) (1935)
- Mark of the Vampire (1935)
- Forced Landing (1935)
- Hitch Hike Lady (1935)
- Little Lord Fauntleroy (1936)
- One Rainy Afternoon (1936)
- Master Will Shakespeare (1936)
- The White Angel (1936)
- Maria Estuard (1936)
- The Last of the Mohicans (1936)
- Maid of Salem (1937)
- The Romance of Robert Burns (1937)
- The Prince and the Pauper (1937)
- Topper (1937)
- The Toast of New York (1937)
- It's Love I'm After (1937)
- Thoroughbreds Don't Cry (1937)
- Les aventures de Robin Hood (The Adventures of Robin Hood) (1938)
- If I were King' (1938)
- Service de Luxe (1938)
- The Declaration of Independence' (1938)
- Pie a la Maid' (1938)
- Son of Frankenstein (1939)
- The Sun Never Sets (1939)
- Rulers of the Sea (1939)
- Tower of London (1939)
- El geperut de Notre-Dame (The Hunchback of Notre Dame) (1939)
- Fill meu! (My Son, My Son!) (1940)
- Tom Brown's School Days (1940)
- Diamond Frontier (1940)
- El fill de Monte Cristo (The Son of Monte Cristo) (1940)
- The Ghost of Frankenstein (1942)
- Forever and a Day (1943)
- 'I Was a Criminal (1945)